# Овражки (Крым)
Овра́жки (до 1948 года Кайнау́т; укр. Овражки, крымскотат. Qaynavut, Къайнавут) — село в Белогорском районе Республики Крым, входит в состав Зеленогорского сельского поселения (согласно административно-территориальному делению Украины — Зеленогорского сельского совета Автономной Республики Крым).

## Население
| 2001 | 2014 |
| ---- | ---- |
| 49   | ↘36  |

### Динамика численности
| - 1805 год — 155 чел. - 1864 год — 9 чел. - 1886 год — 138 чел. - 1889 год — 154 чел. - 1892 год — 150 чел. - 1902 год — 164 чел. - 1915 год — 113/10 чел. | - 1926 год — 241 чел. - 1939 год — 251 чел. - 1989 год — 55 чел. - 2001 год — 49 чел. - 2009 год — 31 чел. - 2014 год — 36 чел. |

## Современное состояние
На 2017 год в Овражках числится 1 улица — Речная; на 2009 год, по данным сельсовета, село занимало площадь 32,9 гектара на которой, в 14 дворах, проживал 31 человек.

## География
Овражки — горное село в западной части района, в верховьях долины Бурульчи, в пределах Внутренней гряды Крымских гор, высота центра села над уровнем моря — 441 м. Соседние сёла: примыкающее с юга Межгорье и в 1 км к северу Пасечное. Расстояние до райцентра — около 19 километров (по шоссе), расстояние до железнодорожной станции Симферополь — примерно 41 километр. Транспортное сообщение осуществляется по региональной автодороге 35Н-115 Белогорск — Межгорье (по украинской классификации — С-0-10339).

## История
Первое документальное упоминание села встречается в Камеральном Описании Крыма… 1784 года, судя по которому, в последний период Крымского ханства Кайнаут входил в Аргынский кадылык Карасубазарского каймаканства. После присоединения Крыма к России (8) 19 апреля 1783 года, (8) 19 февраля 1784 года, именным указом Екатерины II сенату, на территории бывшего Крымского Ханства была образована Таврическая область и деревня была приписана к Симферопольскому уезду. После Павловских реформ, с 1796 по 1802 год, входила в Акмечетский уезд Новороссийской губернии. По новому административному делению, после создания 8 (20) октября 1802 года Таврической губернии, Кайнаут был включён в состав Аргинской волости Симферопольского уезда.
По Ведомости о всех селениях в Симферопольском уезде состоящих с показанием в которой волости сколько числом дворов и душ… от 9 октября 1805 года, в деревне Кайнаут числилось 28 дворов и 155 жителей, исключительно крымских татар. На военно-топографической карте генерал-майора Мухина 1817 года Кайнаут обозначен с 13 дворами. После реформы волостного деления 1829 года Кайнаут, согласно «Ведомости о казённых волостях Таврической губернии 1829 года», остался в составе преобразованной Аргинской волости. На карте 1842 года в деревне уже 30 дворов
В 1860-х годах, после земской реформы Александра II, деревню приписали к Зуйской волости. В «Списке населённых мест Таврической губернии по сведениям 1864 года», составленном по результатам VIII ревизии 1864 года, Кайнаут — владельческая татарская деревня с 2 дворами, 9 жителями и мечетью при речке Бурульче. По обследованиям профессора А. Н. Козловского начала 1860-х годов, селение «располагалось возле реки Бурульчи и имело родники и ручьи с окружающих гор». На трёхверстовой карте Шуберта 1865—1876 года в деревне Кайнаут обозначено 18 дворов. На 1886 год в деревне, согласно справочнику «Волости и важнѣйшія селенія Европейской Россіи», проживало 138 человек в 29 домохозяйствах, действовала мечеть. В «Памятной книге Таврической губернии 1889 года», по результатам Х ревизии 1887 года, Кайнаут записан с 29 дворами и 154 жителями.
После земской реформы 1890-х годов деревня осталась в составе преобразованной Зуйской волости. На верстовой карте 1890 года в деревне также обозначено 35 дворов с татарским населением. Согласно «…Памятной книжке Таврической губернии на 1892 год», в деревне Кайнаут, входившей в Аргинское сельское общество, было 150 жителей в 28 домохозяйствах, владевших совместно с жителями деревень Конрат, Ашага, Орта и Юхары Баксанами 455 десятинами земли. По «…Памятной книжке Таврической губернии на 1902 год» в деревне Кайнаут, входившей в Аргинское сельское общество, числилось 164 жителя в 8 домохозяйствах. По Статистическому справочнику Таврической губернии. Ч.II-я. Статистический очерк, выпуск шестой Симферопольский уезд, 1915 год, в деревне Кайнаут Зуйской волости Симферопольского уезда числилось 25 дворов с татарским населением в количестве 113 человек приписных жителей и 10 — «посторонних».
После установления в Крыму Советской власти, по постановлению Крымревкома от 8 января 1921 года была упразднена волостная система и село вошло в состав вновь созданного Карасубазарского района Симферопольского уезда, а в 1922 году уезды получили название округов. 11 октября 1923 года, согласно постановлению ВЦИК, в административное деление Крымской АССР были внесены изменения, в результате которых округа ликвидировались, Карасубазарский район стал самостоятельной административной единицей и село включили в его состав. Согласно Списку населённых пунктов Крымской АССР по Всесоюзной переписи 17 декабря 1926 года, в селе Кайнаут, Баксанского сельсовета Карасубазарского района, числилось 60 дворов, все крестьянские, население составляло 241 человек, из них 235 татар, 6 записаны в графе «прочие», действовала татарская школа. Постановлением ВЦИК от 10 июня 1937 года был образован новый, Зуйский район, в который вошло село. По данным всесоюзной переписи населения 1939 года в селе проживал 251 человек. В период оккупации Крыма, 13 и 14 декабря 1943 года, в ходе операций «7-го отдела главнокомандования» 17 армии вермахта против партизанских формирований, была проведена операция по заготовке продуктов с массированным применением военной силы, в результате которой село Коят-Кайнут было сожжено и все жители вывезены в Дулаг 241.
Вскоре после освобождения Крыма, согласно Постановлению ГКО № 5859 от 11 мая 1944 года, все крымские татары были депортированы в Среднюю Азию. 12 августа 1944 года было принято постановление № ГОКО-6372с «О переселении колхозников в районы Крыма», в исполнение которого в район приехали первые новоселы (212 семей) из Ростовской, Киевской и Тамбовской областей, а в начале 1950-х годов последовала вторая волна переселенцев из различных областей Украины. С 25 июня 1946 года Кайнаут в составе Крымской области РСФСР. Указом Президиума Верховного Совета РСФСР, от 18 мая 1948 года, Кайнаут был переименован в посёлок Овражки. 26 апреля 1954 года Крымская область была передана из состава РСФСР в состав УССР. Время переподчинения Ароматновскому сельсовету пока не установлено: на 15 июня 1960 года село числилось в составе. На 1968 год — в составе Зеленогорского сельсовета. После ликвидации в 1959 году Зуйского района, село включили в состав Белогорского. По данным переписи 1989 года в селе проживало 55 человек. Постановлением Верховной Рады Крыма от 26 октября 2011 года Овражкам присвоен статус села. С 12 февраля 1991 года село в восстановленной Крымской АССР, 26 февраля 1992 года переименованной в Автономную Республику Крым. С 21 марта 2014 года в составе Крыма аннексировано Россией.

### Интересный факт
На некоторых картах Овражки обозначены не ниже, а выше Межгорья по течению Бурульчи, у его южной окраины.